# 라이프 오어 데스
《라이프 오어 데스》(영어: Life or Death)는 마이클 로보텀의 2014년 장편소설이다. 석방 하루를 남기고 탈옥한 의문의 탈옥수 이야기를 다룬다. 대한민국에는 북로드에서 김지선 번역으로 출간되었다.

## 작품 소개
출소를 단 하루 남기고 탈옥을 감행한 한 남자의 인생 이야기!
전 세계 추리소설 시장에서 가장 뜨거운 작가, 마이클 로보텀의 골드대거 수상작 『라이프 오어 데스』. 삶과 죽음의 기로에 선 한 남자의 인생 이야기를 고스란히 담아낸 이 책은 매력만점 캐릭터와 멋들어진 플롯, 감동의 클라이맥스까지 스릴러를 넘어 소설이 가질 수 있는 다양한 매력을 모두 품고 있는 작품이다.
10년 전 텍사스 주의 한 호숫가에서 7백만 달러가 홀연히 사라진 현금 수송차 강도사건이 발생했다. 경찰과의 총격전 끝에 범인들은 모두 죽고, 오직 한 남자 오디 파머만이 두개골이 박살나는 총상을 입고도 기적적으로 살아남아 교도소에 수감 중이다. 10년의 수감 생활 동안 사라진 돈의 행방을 찾기 위한 온갖 위협과 살해 시도에도 굴하지 않고 버텨낸 오디는 출소를 단 하루 남기고 이유를 알 수 없는 탈옥을 감행한다.
교도소에서 생사고락을 함께한 동료 모스, 미해결 강도사건을 아직까지 추적 중인 연방수사국 요원 데지레, 10년 전 강도사건 현장에 있던 보안관 발데즈, 그리고 정체를 알 수 없는 의문의 추적자들까지, 모두 사라진 오디의 뒤를 숨 가쁘게 쫓는다. 그리고 오디에게 한 걸음 한 걸음 다가갈수록 10년 전 현금 수송차 강도사건의 충격적인 실체가 서서히 드러나는데….